# República Soviética de Bremen
A República Soviética de Bremen (em alemão: Die Bremer Räterepublik) foi um Estado não reconhecido e de curta duração, existindo por 25 dias em 1919. Consistia na atual Cidade-Estado de Bremen, na Alemanha. Foi criada em meio à Revolução Alemã, após a derrota do Império Alemão na Primeira Guerra Mundial.

## História

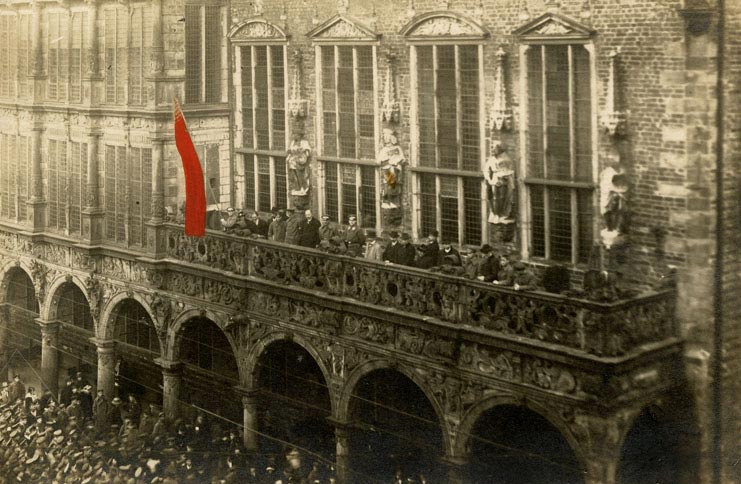
Estabelecimento do Conselho Operário da Câmara Municipal de Bremen em 15 de novembro

### Eventos anteriores
Antes da criação do Estado soviético, os movimentos trabalhistas radicais já desfrutavam de apoio significativo em Bremen, devido aos altos níveis de emprego, principalmente na indústria pesada, com o SPD dominando politicamente a cidade, característica que se mantém até a atualidade. Como resultado, com a eclosão da guerra civil alemã, Bremen foi fortemente solidário com a Liga Spartacus, organização revolucionária socialista que atuava na Alemanha durante a Primeira Guerra Mundial. A revolta em Bremen começou pouco antes da abdicação do kaiser, em 6 de novembro de 1918, com a criação e eleição de um conselho de trabalhadores. Este conselho se reunia na prefeitura de Bremen e administrava os assuntos do pequeno estado independente da recém-criada República de Weimar, liderada pelo SPD, em Berlim.

### Criação
Em 10 de janeiro, o conselho operário declarou a República, instalando o Soviete de Representantes do Povo na cidade. Os professores, mais notavelmente Johann Knief, compunham a maior parte da liderança professando apoio a muitas teorias leninistas. O Soviete de Representantes do Povo substituiu o conselho operário e também foi instalado na prefeitura. Após sua formação, o conselho aprovou uma vasta legislação reformista, incluindo a exigência de igualdade salarial. O objetivo de longo prazo, embora nunca realizado, era também nacionalizar a economia de Bremen, estabelecendo uma ditadura do proletariado.

### Governo
O Soviete de Representantes do Povo ocupou o papel de legislador e totalizou nove representantes, consistindo em três membros da Esquerda Radical de Bremen, três membros do USPD liderados por Alfred Henke e três soldados independentes. Johann Knief, um membro dos Comunistas Internacionais da Alemanha, teve uma influência significativa dentro da República, ocupando o cargo de Comissário do Povo. Foi formado a partir do conselho de trabalhadores estabelecido em novembro de 1918, com uma composição de membros semelhante.

### Decadência e dissolução
No início de 1919, a República de Weimar mantinha uma posição forte o suficiente na guerra civil para desafiar o Estado. Como resultado, o então chanceler alemão Friedrich Ebert enviou para Bremen grupos paramilitares da Alemanha pós-guerra, os freikorps, com a missão de derrubar a República, na qual tiveram êxito. Ao contrário da República Soviética da Baviera, a supressão do conselho operário em Bremen custou a vida de mais de oitenta indivíduos, incluindo os líderes que foram executados. Os soviéticos de Bremen caíram rapidamente devido à posição geográfica do estado. Cercado pelo território controlado pela Alemanha de Weimar, não podia conseguir apoio da Liga Spartacus. A cidade de Bremen caiu em 4 de fevereiro, com Bremerhaven resistindo, até ser derrotada em 8 e 9 de fevereiro.